# Andiperla
Andiperla is een geslacht van steenvliegen uit de familie Gripopterygidae. De wetenschappelijke naam van het geslacht is voor het eerst geldig gepubliceerd in 1956 door Aubert.

## Soorten
Andiperla omvat de volgende soorten:
- Andiperla willinki Aubert, 1956